# Highland carrier
En anglais, dans le domaine du drainage des terres, un highland carrier (lit: un transporteur de terres hautes) est un cours d'eau qui transporte les eaux de drainage provenant du haut d'un bassin versant à travers ou autour d'une zone de sol drainée inférieure, mais qui n'a que peu ou pas de lien avec le réseau de drainage de cette zone drainée. Un tel transporteur est entouré de digues (levees).